# إيفوليوشن
إيفوليوشن (بالإنجليزية: Evolution)‏ أو نوفل إيفوليوشن (زيميان إيفوليوشن في السابق قبل امتلاك نوفل لزيميان عام 2003) هو مدير المعلومات الشخصية وأداة إدارة معلومات مجموعات الأعمال الرسمية لبيئة جنوم. يجمع إيفوليوشن بين وظائف إدارة البريد الإلكتروني ، المفكرة، دليل العناوين، قائمة المهام. صار جزءاً رسمياً من جنوم منذ النسخة 2.8 في سبتمبر 2004. عملية تطوير جنوم تُرعى أساساً من قبل نوفل.
واجهة إيفوليوشن ووظائفه مماثلة لمايكروسوفت أوتلوك. بالإضافة إلى ذلك فإن لديه بعض الخواص المميزة: مثل دعم آي كاليندر ، فهرسة النص الكامل لجميع الرسائل القادمة، مرشحات للبريد الإلكتروني.
إيفوليوشن برمجية حرة مرخصة تحت رخصة جنو العمومية.

## وصلات خارجية
- إيفوليوشن على موقع Open Hub (الإنجليزية)
- إيفوليوشن على موقع Free Software Directory (الإنجليزية)
- إيفوليوشن على موقع Framasoft (الفرنسية)